# Sant Valier
Sant Valier (en francès Saint-Vallier-de-Thiey) és un municipi francès situat al departament dels Alps Marítims i a la regió de Provença – Alps – Costa Blava.

## Demografia
| 1962                                       | 1968 | 1975 | 1982 | 1990  | 1999  | 2006  |
| ------------------------------------------ | ---- | ---- | ---- | ----- | ----- | ----- |
| 381                                        | 505  | 575  | 912  | 1.536 | 2.261 | 3.030 |
| Des de 1962: població sense dobles comptes |      |      |      |       |       |       |

## Administració
| Període   | Identitat       | Partit |
| --------- | --------------- | ------ |
| 2001-2008 | Richard Joy     |        |
| 2008-     | Jean-Marc Delia |        |